# Erivaldo Antonio Saraiva
Erivaldo Antonio Saraiva (født 22. november 1980) er en brasiliansk fodboldspiller.